# Komitat Lika-Krbava
Das Komitat Lika-Krbava (auch Lika-Korbava; kroatisch Ličko-krbavska županija, ungarisch Lika-Krbava vármegye) war eine Verwaltungseinheit im Königreich Kroatien und Slawonien, einem Nebenland des Königreichs Ungarn. 
Verwaltungssitz war in Gospić, ungarisch Goszpics. Das Komitat umfasste eine Fläche von 6.211 km². Der Volkszählung von 1910 zufolge hatte das Komitat 204.710 Einwohner.
In der derzeitigen Verwaltungsgliederung der Republik Kroatien befindet sich heute auf demselben Gebiet in etwa die Gespanschaft Lika-Senj.

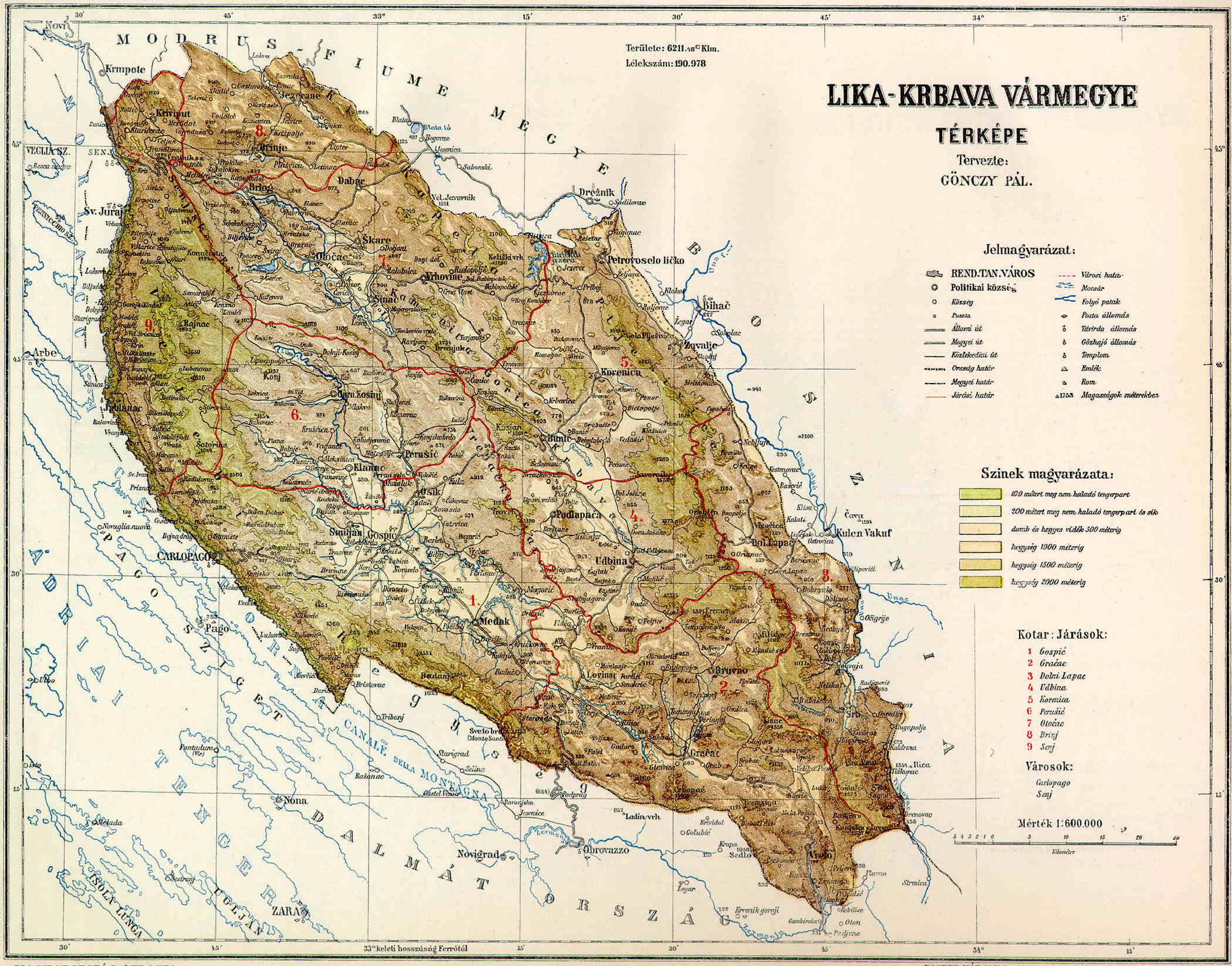
Landkarte des Komitats Lika-Krbava um 1890

## Bezirksunterteilung
Das Komitat bestand im frühen 20. Jahrhundert aus folgenden Stuhlbezirken (nach dem Namen des Verwaltungssitzes benannt):
| Stuhlbezirke (járások)                | Stuhlbezirke (járások)       |
| Stuhlbezirk                           | Verwaltungssitz              |
| ------------------------------------- | ---------------------------- |
| Alsólapac                             | Alsólapac, heute Donji Lapac |
| Brinje                                | Brinje                       |
| Goszpics                              | Goszpics, heute Gospić       |
| Gračac                                | Gračac                       |
| Korenica                              | Korenica                     |
| Otocsán                               | Otocsán, heute Otočac        |
| Perušić                               | Perušić                      |
| Udbina                                | Udbina                       |
| Zengg                                 | Zengg, heute Senj            |
| Stadtbezirk (rendezett tanácsú város) |                              |
| Zengg, heute Senj                     |                              |

Alle genannten Orte liegen im heutigen Kroatien.